# Alicja Joker, Malivia Rec
Alicja Joker, Malivia Rec – pseudonim literacki dwóch polskich pisarzy, którzy w 1999 zostali wyróżnieni nominacją do Nagrody im. Janusza A. Zajdla.
Pod pseudonimem kryją się dwaj autorzy pochodzący z Torunia. W 1999 w czasopiśmie „Czerwony Karzeł” #16, wydawanym przez Gdański Klub Fantastyki znalazło się opowiadanie Gdybym wiedział, że żyję. Opowiadanie zostało w kolejnym roku nominowane do Nagrody Fandomu Polskiego im. Janusza Zajdla, w głosowaniu finałowym na Polconie 2000 przegrało z CyberJoly Drim Antoniny Liedtke.
W czasie powstawania utworu jeden z autorów, z zawodu filozof, był pracownikiem naukowym Uniwersytetu Mikołaja Kopernika w Toruniu, a drugi – studentem tejże uczelni. Nie ujawniono więcej informacji na ich temat.